# George Duning
George Duning est un compositeur américain né le 25 février 1908 à Richmond, Indiana (États-Unis), décédé le 27 février 2000 à San Diego (Californie).

## Biographie
Il est né à Richmond, dans l'Indiana, et a fait ses études à Cincinnati, dans l'Ohio, au conservatoire de musique de Cincinnati, où son mentor était Mario Castelnuovo-Tedesco. Certaines sources indiquent qu'il s'était également formé auprès de Joseph Schillinger.
Au début des années 1920, Duning a joué de la trompette et du piano dans le groupe de Kay Kyser, puis s'est illustré comme directeur musical pour l'émission radio de Kyser Kollege of Musical Knowledge. C'est lors de l'apparition du groupe Kyser dans Carolina Blues (1944) que le travail de Duning est remarqué, ce qui aboutit à un contrat avec Columbia Records. En 1942, Duning a servi de chef d'orchestre et d'arrangeur à la radio des forces armées American Forces Network.
De 1946 à 1960, Duning collabore presque exclusivement avec Columbia Pictures. Il a entre autres partagé le crédit d'adaptation musicale avec Nelson Riddle pour l'adaptation cinématographique très réussie de 1957 de la comédie musicale Pal Joey de Richard Rodgers et Lorenz Hart, avec Frank Sinatra et Rita Hayworth.
Au cours de sa carrière, Duning a travaillé sur plus de 300 films et émissions de télévision. Son travail de télévision remarquable comprend Tightrope, Star Trek, The Big Valley et Naked City, et les miniséries de télévision, telles que Top of the Hill (1980), The Dream Merchants (1980) et Goliath Awaits (1981).
Son dernier long métrage a été The Man with Bogart's Face (1980), et il a pris sa retraite en 1981. La qualité de son travail est restée constante et remarquablement élevée. Toutefois nommé cinq fois pour un Oscar, Duning ne l'a jamais remporté.
Duning était toujours actif dans l'industrie de la musique, comme membre du conseil d'administration de l'ASCAP de 1972 à 1985 et vice-président de l'ASCAP de 1978 à 1979. Il a également siégé au conseil d'administration de l'AMPAS.
En plus de ses nominations aux Oscars, Duning a également reçu des prix de la Société pour la préservation de la musique de film, du magazine Down Beat, de la Hollywood Foreign Press Association. Il est élu compositeur de l'année d'Indiana en 1993.
Il meurt le 27 février 2000, à Alvarado Hospital de San Diego d'une maladie cardiovasculaire.

## Filmographie

### Années 1940
- 1939 : Micro folies (That's Right - You're Wrong) de David Butler
- 1942 : Shanghaï, nid d'espions[4] (Secret Agent of Japan) d'Irving Pichel
- 1943 : La Musique en folie (Around the World) d'Allan Dwan
- 1944 : Strange Affair (en) d'Alfred E. Green
- 1944 : Carolina Blues de Leigh Jason
- 1944 : Tahiti Nights de Will Jason (en)
- 1945 : Youth on Trial d'Oscar Boetticher Jr.
- 1946 : The Devil's Mask
- 1946 : The Man Who Dared de John Sturges
- 1946 : Le Roman d'Al Jolson (The Jolson Story)
- 1947 : L'Heure du crime (Johnny O'Clock) de Robert Rossen
- 1947 : Peter Ibbetson a raison (The Guilt of Janet Ames) d'Henry Levin
- 1947 : The Corpse Came C.O.D.
- 1947 : L'Étoile des étoiles (Down to Earth) d'Alexander Hall
- 1947 : Mon loufoque de mari (Her Husband's Affairs) de S. Sylvan Simon
- 1947 : Devil Ship
- 1948 : Les Liens du passé (I Love Trouble)
- 1948 : To the Ends of the Earth (en)
- 1948 : Adventures in Silverado
- 1948 : La Peine du talion (The Man from Colorado) d'Henry Levin
- 1948 : The Gallant Blade
- 1948 : Brahma taureau sauvage (The Untamed Breed)
- 1948 : The Return of October (en)
- 1948 : La Fin d'un tueur (The Dark Past) de Rudolph Maté
- 1949 : Jenny, femme marquée (Shockproof)
- 1949 : Française d'occasion (Slightly French) de Douglas Sirk
- 1949 : Le Maître du gang (The Undercover Man)
- 1949 : L'Homme de main (Johnny Allegro)
- 1949 : Face au châtiment (The Doolins of Oklahoma) de Gordon Douglas
- 1949 : Le Démon de l'or (Lust for Gold)
- 1949 : Je chante pour vous (Jolson Sings Again)
- 1949 : Les Fous du roi (All the King's Men)
- 1949 : And Baby Makes Three
- 1949 : Sons of New Mexico

### Années 1950
- 1950 : Cargo to Capetown
- 1950 : La Flamme qui s'éteint (No Sad Songs for Me) de Rudolph Maté
- 1950 : La Scandaleuse Ingénue (The Petty Girl) de Henry Levin
- 1950 : Convicted (en)
- 1950 : De minuit à l'aube (Between Midnight and Dawn)
- 1950 : La Perfide (Harriet Craig)
- 1950 : L'Engin fantastique (The Flying Missile)
- 1951 : Al Jennings of Oklahoma (it)
- 1951 : Her First Romance
- 1951 : Les Maudits du château-fort (Lorna Doone)
- 1951 : The Texas Rangers (en)
- 1951 : Two of a Kind
- 1951 : Dick Turpin, bandit gentilhomme (Dick Turpin's Ride) de Ralph Murphy
- 1951 : Dans la gueule du loup (The Mob)
- 1951 : Corky of Gasoline Alley
- 1951 : The Family Secret (en)
- 1951 : Les Pirates de la Floride (The Barefoot Mailman)
- 1951 : Le Cavalier de la mort (Man in the Saddle)
- 1952 : L'Inexorable Enquête (Scandal Sheet) de Phil Karlson
- 1952 : Paula, de Rudolph Maté
- 1952 : Sound Off (en)
- 1952 : L'Affaire de Trinidad (Affair in Trinidad)
- 1952 : Captain Pirate (en)
- 1952 : Aveux spontanés (Assignment - Paris!) de Robert Parrish
- 1953 : Le Sabre et la Flèche (Last of the Comanches)
- 1953 : Salomé
- 1953 : La Belle du Pacifique (Miss Sadie Thompson)
- 1953 : Target Hong Kong
- 1953 : Remarions-nous (Let's do it again) d'Alexander Hall
- 1953 : Cruisin' Down the River (en)
- 1953 : Bataille sans merci (Gun Fury)
- 1953 : Killer Ape
- 1953 : Éternels Ennemis (Bad for Each Other)
- 1954 : La Bataille de Rogue River (The Battle of Rogue River) de William Castle
- 1954 : Le destin est au tournant (Drive a Crooked Road)
- 1954 : The Iron Glove
- 1954 : Massacre Canyon (en)
- 1955 : Tout le plaisir est pour moi (Three for the Show), de H. C. Potter
- 1955 : Coincée (Tight spot)
- 1955 : New Orleans Uncensored
- 1955 : On ne joue pas avec le crime (5 Against the House)
- 1955 : L'Homme de la plaine (The Man from Laramie)
- 1955 : The Gun That Won the West (en)
- 1955 : Ma sœur est du tonnerre (My Sister Eileen)
- 1955 : Count Three and Pray
- 1955 : Une femme diabolique (Queen bee)
- 1955 : Three Stripes in the Sun (en)
- 1955 : Picnic
- 1956 : Tu seras un homme, mon fils (The Eddy Duchin Story)
- 1956 : Au cœur de la tempête (Storm center)
- 1956 : L'Extravagante Héritière (You Can't Run Away from It)
- 1956 : Reprisal!
- 1956 : Pleine de vie (Full of Life) de Richard Quine
- 1957 : La Blonde ou la Rousse (Pal Joey) de George Sidney
- 1957 : Poursuites dans la nuit (Nightfall) de Jacques Tourneur
- 1957 : Utah Blaine
- 1957 : The Shadow on the Window (en)
- 1957 : Le Pénitencier de la peur (The Man Who Turned to Stone)
- 1957 : Jeanne Eagels
- 1957 : Operation Mad Ball
- 1957 : The Brothers Rico
- 1957 : Alcoa Theatre (en) (série télévisée)
- 1958 : Cow-boy (Cowboy)
- 1958 : Le Salaire de la violence (Gunman's Walk)
- 1958 : Apache Territory (en)
- 1958 : The Donna Reed Show (série télévisée)
- 1958 : Moi et le colonel (Me and the Colonel)
- 1958 : La Péniche du bonheur (Houseboat)
- 1958 : Adorable voisine (Bell Book and Candle)
- 1959 : Gunmen from Laredo
- 1959 : Train, Amour et Crustacés (It Happened to Jane)
- 1959 : Denis la petite peste ("Dennis the Menace") (série télévisée)
- 1959 : La Colère du juste (The Last Angry Man), de Daniel Mann
- 1959 : Cargaison dangereuse (The Wreck of the Mary Deare)
- 1959 : Les Aventures d'Aladin (1001 Arabian Nights) de Jack Kinney

### Années 1960
- 1960 : L'Ouest aux deux visages (Two Faces West) (série télévisée)
- 1960 : Man on a String
- 1960 : Strangers When We Meet
- 1960 : Les Marines attaquent (en) (All the Young Men)
- 1960 : Let No Man Write My Epitaph
- 1960 : Le Monde de Suzie Wong (The World of Suzie Wong)
- 1960 : The Wackiest Ship in the Army
- 1961 : Opération Geishas (Cry for Happy) de George Marshall
- 1961 : Gidget Goes Hawaiian
- 1961 : Les Deux Cavaliers (Two Rode Together)
- 1961 : Le Diable à 4 heures (The Devil at 4 O'Clock)
- 1961 : Sail a Crooked Ship (en)
- 1962 : L'Inquiétante dame en noir (The Notorious Landlady)
- 1962 : Lutte sans merci (13 West Street)
- 1962 : Un soupçon de vison (That Touch of Mink)
- 1963 : Ma femme est sans critique (Critic's Choice) de Don Weis
- 1963 : Island of Love
- 1963 : Le Tumulte (Toys in the Attic)
- 1963 : The Three Stooges Scrapbook (en)
- 1963 : Mercredi soir, 9 heures... (Who's Been Sleeping in My Bed?)
- 1964 : Ensign Pulver
- 1965 : Chère Brigitte (Dear Brigitte)
- 1965 : My Blood Runs Cold
- 1965 : Brainstorm (en)
- 1966 : Au cœur du temps ("The Time Tunnel") (série télévisée)
- 1966 : Chaque mercredi (Any Wednesday)
- 1967 : Cimarron ("Cimarron Strip") (série télévisée)
- 1969 : Then Came Bronson (en) (TV)

### Années 1970
- 1970 : Hastings Corner (TV)
- 1970 : Quarantined (TV)
- 1970 : But I Don't Want to Get Married! (TV)
- 1971 : Yuma (en) (TV)
- 1971 : Getting Together (en) (série télévisée)
- 1971 : Black Noon (en) (TV)
- 1972 : The Woman Hunter (en) (TV)
- 1972 : A Great American Tragedy (en) (TV)
- 1972 : Climb an Angry Mountain (TV)
- 1973 : Honor Thy Father (TV)
- 1973 : Terror in the Wax Museum
- 1973 : Arnold
- 1975 : L'Enquête de Monseigneur Logan (The Abduction of Saint Anne) (TV)
- 1978 : Child of Glass (en) (TV)

### Années 1980
- 1980 : Détective comme Bogart (The Man with Bogart's Face)
- 1980 : Top of the Hill (TV)
- 1980 : The Dream Merchants (TV)
- 1981 : Goliath Awaits (TV)
- 1983 : Zorro et fils ("Zorro and Son") (série télévisée)